# Logarska dolina

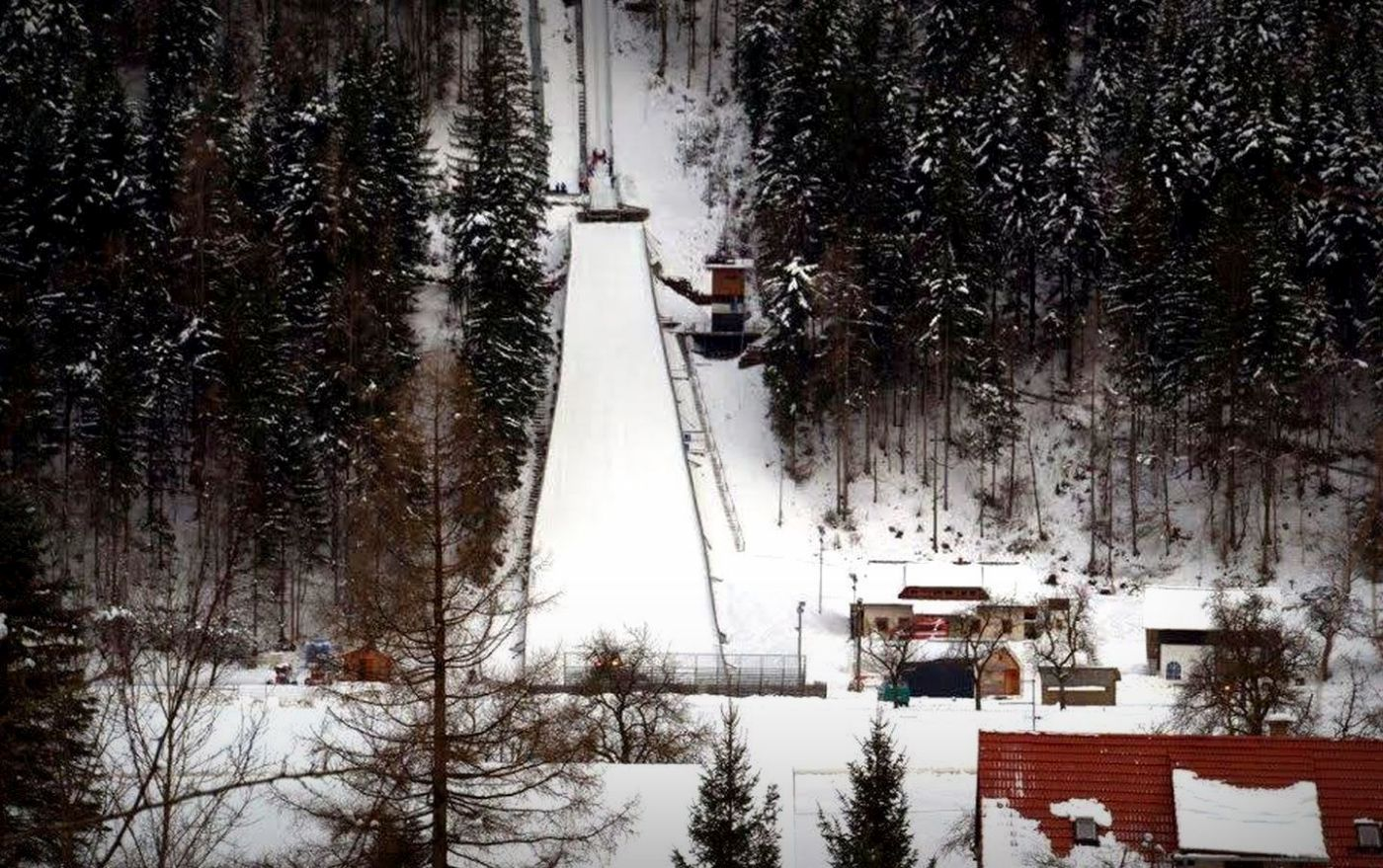
Logarska dolina (2015)

Logarska dolina – kompleks skoczni narciarskich położonych koło miejscowości Ljubno w Słowenii.
Kompleks składa się z czterech skoczni:
1. Normalna z linią HS94 i punktem K85
2. Mała z linią HS45 i punktem K38
3. Skocznia z punktem K15 (bez wyznaczonego HS)
4. Skocznia z punktem K8 (bez wyznaczonego HS)

Rozpoczęcie budowy nastąpiło w 1931, a pierwszy konkurs rozegrano 8 lutego 1952. Rekord skoczni normalnej wynosi 89,5m. Rekordzistą jest reprezentant gospodarzy Dejan Judez (zawody FIS Cup 28 stycznia 2009). Skocznia ma bardzo łagodny profil (nachylenie zeskoku to 33°), a tor lotu na niej jest płaski. Z tego względu na skoczni z HS94 często organizowane są zawody juniorów i kobiet.